# Hånger, Falköpings kommun

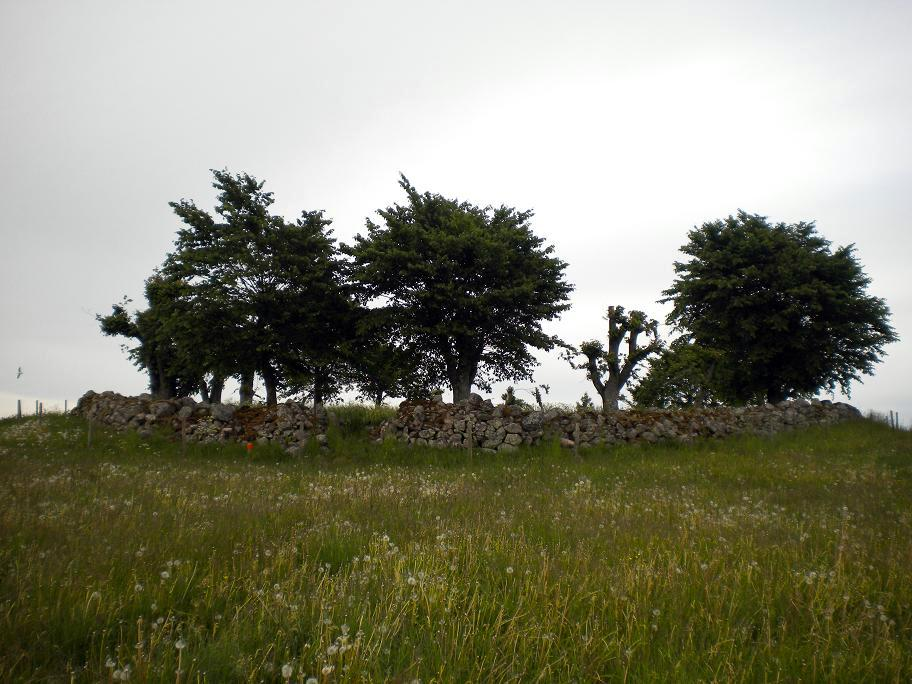
Resterna av Hångers kyrkogård

Hånger är en by i Falköpings kommun i Västergötland. Byn var kyrkby i Hånger socken, med en kyrka som revs 1767.